# ОШ „Доситеј Обрадовић” Врба
ОШ „Доситеј Обрадовић” Врба је државна установа основног образовања. Као једна од најстаријих школа на територији града Краљева, школа у Врби је основана 1845. године, када је припадала карановачком срезу који је улазио у састав чачанског округа.
Школа је током година преправљана и дограђивана, да би 1936. године подигнута нова школска зграда, која је 1941. године била запаљена и порушена. После Другог светског рата школа је обновљена и реновирана, а од 1955. године постоји као осморазредна школа за Врбу и Драгосињце.
Од 1968. године школе у Врби, Ратини и Драгосињцима раде као једна образовна институција, а 1985. године изграђен је нови део школе и адаптиран стари у Врби. Школа има библиотеку, кабинетску наставу за библиотеку, хемију, српски језик, математику, физику, историју, географију и страни језик. Сва школска места опремљена су информатичким кабинетом.